# Parectopa bosquella
Parectopa bosquella är en fjärilsart som först beskrevs av Victor Toucey Chambers 1876.  Parectopa bosquella ingår i släktet Parectopa och familjen styltmalar. Inga underarter finns listade i Catalogue of Life.